# Bill Leslie
William C. „Bill“ Leslie (*  1925 in Media; † 21. Juni 2003 in West Rockhill Township, Bucks County, Pennsylvania) war ein US-amerikanischer Jazzmusiker (Tenorsaxophon, Saxello).

## Leben und Wirken
Leslie besuchte die Media High School und absolvierte bei Ausbruch des Zweiten Weltkriegs eine Ausbildung zum Elektriker. Seinen Militärdienst leistete er ab 1943 in der US-Army in Fort George G. Meade ab. Wegen einer Augenerkrankung wurde er 1944 aus der Armee entlassen und besuchte bis 1948 die Landis School of Music in West Philadelphia. Seine professionelle Karriere als Musiker begann er Ende der 1940er-Jahre; im folgenden Jahrzehnt gehörte er zur Band von Louis Jordan, mit dem er in Clubs in Las Vegas, im Apollo Theater in Harlem und im Smalls' Paradise auftrat, ferner in der Fernsehshow Your Hit Parade.
In den 1960er-Jahren spielte er bei Plattenaufnahmen von Larry Young (Groove Street), Thornel Schwartz (Soul Cookin’), in Schweden mit Don Gardner, Dee Dee Ford und Freda Payne. Bei Argo Records legte er 1962 Diggin’ the Chicks , sein einziges Album unter eigenem Namen, vor, an dem Ben Tucker, Art Taylor, Thornel Schwartz und Tommy Flanagan mitwirkten. Im Bereich des Jazz war er zwischen 1962 und 1965 an fünf Aufnahmesessions beteiligt. Ende der 1960er-Jahre leitete er ein Orgel-Trio. Anfang der 1980er-Jahre war Leslie erster Vorsitzender des Philadelphia Clef Club, eines Jazzclubs in der 13th Street Ecke Washington Avenue. In späteren Jahren war er Kirchenmusiker in Sellersville und führte Duke Ellingtons Sacred Music auf.